# Маркин, Владимир Ильич
Влади́мир Ильи́ч Ма́ркин (род. 9 мая 1958, Севастополь, УССР, СССР) — российский философ

, логик, доктор философских наук (1997), преподаватель, профессор МГУ имени М. В. Ломоносова (2001), с 2003 г. является заведующим кафедрой логики философского факультета МГУ имени М. В. Ломоносова. Занимал должность заместителя декана философского факультета по научной работе.

## Биография
В 1980 году окончил Философский факультет МГУ имени М. В. Ломоносова, в 1983 году — аспирантуру кафедры логики Философского факультета МГУ. С 1984 работает на этой кафедре, в настоящее время — в звании профессора (2001). В 1984 году защитил кандидатскую диссертацию на тему «Логико-семантический анализ внутренних модальностей», а в 1997 году — докторскую диссертацию на тему «Исследование силлогистических теорий средствами символической логики».

## Научная и преподавательская деятельность
Член редколлегии журнала «Вестник МГУ. Серия „Философия“», электронного журнала «Logical Studies» и ежегодника «Логические исследования». Опубликовал более 70 научных работ. Предмет научных исследований — силлогистика, модальная логика, логические системы Н. А. Васильева, теория понятия, компьютерные приложения логики.
Главные научные результаты: построил ряд логических систем с модальностями de re и адекватные этим системам реляционные и окрестностные семантики возможных состояний индивидов, средствами данных семантик осуществил экспликацию различных типов признаков; осуществил современную формальную реконструкцию известных силлогистических теорий — позитивных фрагментов силлогистик Брентано-Лейбница, Больцано, Льюиса Кэрролла, аристотелевского и традиционного вариантов сингулярной негативной силлогистики, аподиктического фрагмента модальной силлогистики Аристотеля; для широкого класса силлогистических систем доказал теоремы о погружаемости их в современные логические исчисления; построил обобщённую позитивную силлогистику с полной системой силлогистических констант, в её рамках выразимы все возможные объёмные отношения между двумя терминами; совместно с Т. П. Костюк осуществил формализацию воображаемой логики Н. А. Васильева и его ассерторической силлогистики; под руководством В. А. Смирнова (и при участии А. В. Смирнова и А. Е. Новодворского) создал первый в России курс дедуктивной логики при поддержке компьютерной программы интерактивного поиска вывода. Читает общие курсы лекций по логике для студентов философского факультета и факультета психологии, спецкурсы «Символическая логика», «Основы теории доказательств», «Поиск вывода в логических исчислениях», «Модальная логика», «Силлогистические теории». Подготовил 4 кандидатов наук.

## Сочинения и публикации
- Теорема полноты в логике внутренних модальностей // Методология развития научного знания. М., 1982;
- Окрестностная семантика для модальностей de ге // Модальные и релевантные логики. М., 1982;
- Семантическое доказательство погружаемости некоторых систем силлогистики в исчисление предикатов // Логические исследования. М., 1983;
- Семантический анализ аподиктической силлогистики Аристотеля // Логика Аристотеля. Тбилиси, 1985;
- Типология признаков, модальности de ге и семантика возможных состояний объектов // Современная логика и методология науки. М., 1987;
- Силлогистика и современная логика. (В соавторстве с В. А. Бочаровым) // Вестник МГУ. Серия «Философия». 1987. № 4;
- Формализация неаристотелевских силлогисчик // Ингенсиональные логики и логическая структура теорий. Тбилиси, 1988;
- Философское и методологическое значение логики. (В соавторстве с Е. К. Войшвилло) // Вопросы философии. 1988. № 2;
- Силлогистические теории в современной логике // М., 1991;
- Силлогистические теории и исчисление предикатов (Часть 1) // Логические исследования. М., 1993. Вып. 1;
- Основы логики. Учебник. (В соавторстве с В. А. Бочаровым) // М., 1994;
- Доказательство и его поиск. Логика и компьютер. (В соавторстве с В. А. Смирновым, А. Е. Новодворским, А. В. Смирновым) // Логические исследования. М., 1996. Вып. 3;
- Сингулярная негативная силлогистика Аристотеля и свободная логика // Логические исследования. М., 1997. Вып. 4;
- Формальная деконструкция традиционной сингулярной негативной силлогистики // Логические исследования. М., 1998. Вып. 5;
- Обобщенная позитивная силлогистика // Логические исследования. М., 1999. Вып. 6;
- Воображаемая логика-2: реконструкция одного из вариантов знаменитой логической системы Н. А. Васильева // Труды научно-исследовательского центра ИФ РАН. М., 1999;
- Погружение воображаемой логики Н. А. Васильева в кванторную трехзначную логику // Логические исследования. М., 2000. Вып. 7;
- Интенсиональная семантика традиционной силлогистики // Логические исследования. М., 2001. Вып. 8;
- Фундаментальная силлогистика с интенсиональной точки зрения // Логические исследования. М., 2002. Вып. 9.

## Награды
- Медаль ордена «За заслуги перед Отечеством» II степени (2024)[2].